# Yeda Crusius
Yeda Rorato Crusius (née le 26 juillet 1944 à São Paulo, Brésil) est une économiste et femme politique brésilienne. Elle fut ministre fédéral avant d'entamer une carrière politique dans l’État du Rio Grande do Sul en en devenant députée (2005) puis gouverneur (2006) sous les couleurs du PSDB. Elle perd son poste de gouverneur aux élections d'octobre 2010.

## Formation et famille
Diplômée en sciences économiques de l'Institut des études et recherches économiques de l'Université de São Paulo (USP) et de l'Université Vanderbilt (États-Unis), Yeda Crusius a commencé sa carrière universitaire toujours à l'USP puis à Porto Alegre (RS) où elle a déménagé en 1970 après son mariage avec l'économiste Carlos Augusto Crusius avec lequel elle a deux enfants.
A Porto Alegre elle a enseigné à l'Université fédérale du Rio Grande do Sul (UFRGS) où elle a occupé le poste de chef et coordinatrice en plus d'être la directrice de la faculté des sciences économiques de l'UFRGS entre 1991 et 1992.
Elle parle couramment quatre langues : l'anglais, le français, le portugais et l'espagnol.

## Carrière politique

### Nationale
Yeda Crusius a commencé sa carrière politique en 1990 en entrant au PSDB. En 1993 elle devint ministre de la Planification et du Budget du gouvernement du premier ministre Itamar Franco.
Elle entra au bureau exécutif national du PSDB en 1995 en tant que secrétaire nationale de la femme entre 1998 et 2001 et présida l'Institut Teotônio Vilela entre 2001 et 2003.

### Rio Grande do Sul
En 1994 elle fut élue représentante du Rio Grande do Sul à la chambre des députés du Brésil. Elle fut réélue en 1998 et 2002.
Elle fut aussi candidate à l'élection préfectorale (municipale) de Porto Alegre en 1996 et 2000, mais sans jamais réussir à être élue.
En août 2005 elle devint présidente du PSDB du Rio Grande do Sul ce qui lui permit d'entrer en campagne pour briguer le poste de gouverneur de l'état en juin 2006.
Yeda Crusius fut élue au second tour avec 53,94 % de voix face à Olívio Dutra le 29 octobre 2006 à ce poste et devint ainsi la première femme gouverneur de l'histoire du Rio Grande do Sul. Elle entra officiellement en fonction le 1er janvier 2007.
Candidate à sa réélection au scrutin d'octobre 2010, elle perd son poste en arrivant seulement en troisième position avec 18,4 % des votes valides derrière José Fogaça (PMDB) qui s'octroie 24,7 % des suffrages et Tarso Genro (PT) qui en recueille 54,4 %, et est donc élu dès le premier tour.